# Tepantitlán, Guerrero
Tepantitlán är en ort i Mexiko.   Den ligger i kommunen Marquelia och delstaten Guerrero, i den södra delen av landet, 300 km söder om huvudstaden Mexico City. Tepantitlán ligger 26 meter över havet och antalet invånare är 565.
Terrängen runt Tepantitlán är huvudsakligen lite kuperad. Tepantitlán ligger nere i en dal. Runt Tepantitlán är det ganska glesbefolkat, med 34 invånare per kvadratkilometer. Närmaste större samhälle är Marquelia, 5,5 km söder om Tepantitlán. Omgivningarna runt Tepantitlán är en mosaik av jordbruksmark och naturlig växtlighet.